# يازي باغ

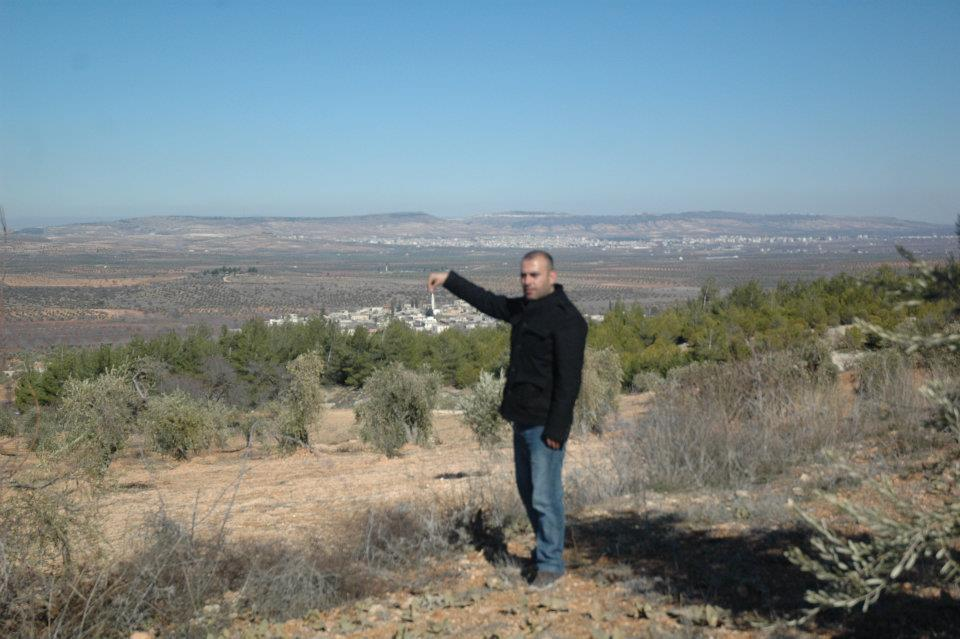
هنا يازي باغ

يازي باغ  قرية سورية، تتبع قضاء مدينة أعزازبمحافظة حلب وكانت قديماً تابعة إدارية لمدينة عفرين.

## التسمية
سميت يازي باغ بهذا الاسم أيام العثمانيين والكلمة ذات أصل تركي[محل شك] والذي يعني حرفيا (صيف الكروم)[بحاجة لمصدر] أوكردي بمعنى الكروم وهذه تسمية دقيقة توصف بشكل جميل هذه القرية لأنه عن بدء الاستيطان بها تسارع سكانها إلى زراعة كرمة العنب وهي إلى الآن شاهدة على تاريخها في جميع أراضيها وبعد تسلم البعث السلطة وتعريب أسماء القرى عربت إلى (كروم) في الدوائر الرسمية وحدث شيء آخر انه كانت تابعة إدارياً لمنطقة عفرين ناحية شران لكن في نهاية الثمانينيات نقلت إدارتها لمنطقة اعزاز وحتى الآن هي كذلك.
موقعها الجغرافي: 36.653771,37.047787
تقع هذه القرية أقصى شمال مدينة أعزاز شرقي قرية معرين في وادي جبل برصايا على الحدود السورية التركية
المسافات: تبعد عن محافظة حلب 70 كم وعن اعزاز 7 كم وعن عفرين 25 كم وعن مدينة كلس التركية 3كم
هذا المكان الجغرافي منح يازي باغ موقعاً استراتيجياً من الناحية التجارية فهي ملتقى الحدودين بين سوريا وتركيا

## التاريخ
حسب المصادر العثمانية بدء الاستيطان البشري فيها في العهد العثماني ما بين 1700_ 1750 وكانت سبب الهجرة إلى هذه المنطقة هي مشاكل قبلية لعشيرة الرشوان.
لكن تبين من بعض المكتشفات الأثرية التي وجدت في القرية بأنها كانت مركز للاستيطان بشري في العهد الروماني والبيزنطي. وهناك مغاور أكتشفت في جبل بارسا تدل على قدم السكن في هذه البقعة
ويمكن عندما نتجول بين الأراضي الزراعية أن نلاحظ آثار بقايا بعض جرر المصنوعة من الآجر(الفخار).
واستحدثت أيام الاحتلال الفرنسي لسوريا من مزرعة إلى قرية والتي لا يتجاوز عدد سكانها اليوم 2150 شخصا وهي تتكون ما يقارب 32 عائلة.

## الزراعة والاقتصاد
أكثر أراضيها مزروعة بأشجار الزيتون المباركة وتجد فيها الكثير من أشجار الفاكهة كالتفاح والمشمش والكرز والإجاص والخوخ والجوز واللوز إلى جانب بساتين الكروم المنتشرة فيها وأكثر أهل القرية يأكلون مما يزرعون من الخضار كالبندورة(الصماطم) والخيار والباذنجان والفاصولياء......
وأكثر شباب أهل القرية لديهم مهنة صناعية ويقطنون في محافظة حلب ونسب الدارسين ارتفعت في أعوام العشر الأخيرة من 5% إلى 17 % .